# Live at the Deaf Club
Live at the Deaf Club es el segundo álbum en vivo de la banda estadounidense de hardcore punk, Dead Kennedys, que fue publicado el 27 de enero de 2004 por el sello Manifesto y tuvo un relanzamiento de edición limitada en 2013 en el Reino Unido a través de la compañía discográfica Let Them Eat Vinyl. La actuación real tuvo lugar en el Deaf Club de San Francisco, California, el 3 de marzo de 1979.

## Antecedentes
La actuación tuvo la particularidad de que fue la última vez que su guitarrista rítmico, apodado 6025, actuó con ellos. También incluye al baterista original Ted, luego reemplazado en febrero de 1981 por D.H. Peligro . Además, la canción «Gaslight» y sus versiones de «Back in the USSR» y «Have I the Right» no se encuentran en ningún otro álbum de Dead Kennedys (las grabaciones del Deaf Club de «Short Songs» y «Straight A's» aparecen en el álbum recopilatorio Give Me Convenience or Give Me Death). «Back in Rhodesia» es una versión temprana de «When Ya Get Drafted» con un coro diferente al de la versión final. «Kill the Poor» también es una versión "discoteca", menos la introducción.
El álbum ha recibido críticas del excantante principal, Jello Biafra, quien perdió el control del nombre de Dead Kennedys luego de ser declarado culpable de fraude civil y malicia por retener la totalidad de las regalías de sus compañeros de banda durante varios años. Sin embargo, varios medios especializados le han dado buenas críticas al álbum.

## Lista de canciones
| CD    |                                                                |                             |          |  |
| N.º   | Título                                                         | Letras                      | Duración |  |
| 1.    | «Introduction by DJ Johnnie Walker»                            | Johnnie Walker              | 0:20     |  |
| 2.    | «Kill the Poor» (disco version)                                | Jello Biafra, East Bay Ray  | 3:57     |  |
| 3.    | «Back in Rhodesia» (version anterior de «When Ya Get Drafted») | Jello Biafra                | 1:31     |  |
| 4.    | «The Man with the Dogs»                                        | Jello Biafra                | 3:22     |  |
| 5.    | «Gaslight»                                                     | 6025                        | 2:40     |  |
| 6.    | «California über alles»                                        | Jello Biafra, John Greenway | 1:03     |  |
| 7.    | «Ill in the Head»                                              | Jello Biafra, 6025          | 3:25     |  |
| 8.    | «Straight A's»                                                 | Jello Biafra, 6025          | 2:13     |  |
| 9.    | «Short Songs»                                                  | 6025                        | 0:31     |  |
| 10.   | «Holiday in Cambodia»                                          | Dead Kennedys               | 4:33     |  |
| 11.   | «Police Truck»                                                 | Jello Biafra, East Bay Ray  | 2:54     |  |
| 12.   | «Forward to Death»                                             | 6025                        | 1:53     |  |
| 13.   | «Have I the Right?»                                            | Alan Blaikley, Ken Howard   | 2:16     |  |
| 14.   | «Back in the U.S.S.R.»                                         | Lennon–McCartney            | 2:31     |  |
| 15.   | «Viva Las Vegas»                                               | Doc Pomus, Mort Shuman      | 3:31     |  |
| 39:29 |                                                                |                             |          |  |

## Personal
- Jello Biafra – voz
- East Bay Ray – guitarra, productor
- 6025 – guitarra rítmica
- Klaus Flouride – bajo, coros
- Ted – batería
- Sue Brisk – fotografías
- Jim Alcivar – ingeniería
- Justin Phelps – mezclas
- John Cuniberti – masterización